# Julia Aquilia Severa
Akwilia Sewera (Julia Aquilia Severa) – westalka, cesarzowa rzymska, żona Heliogabala.

## Życiorys
Była córką Quintusa Aquiliusa Sabinusa, konsula za rządów Karakalli. W 220 roku została wydana za mąż za cesarza rzymskiego Heliogabala. Cesarz wierzył, że dzieci z tego związku będą uosabiały boskie cechy. 
Małżeństwo Julii Aquili Severy zostało zawarte po rozwodzie cesarza Heliogabala z pierwszą żoną Julią Paulą (219-220). Przetrwało do 221 roku, w którym cesarz po raz drugi rozwiódł się i zawarł swój trzeci związek małżeński, z Annią Faustiną – potomkinią Marka Aureliusza. Związek ten nie przetrwał długo; pod koniec 221 roku cesarz wrócił do swojej drugiej żony. Ich związek zakończył się wraz ze śmiercią Heliogabala 11 marca 222 r. Para nie miała dzieci.

## Źródła zewnętrzne
- Monety z wizerunkiem Julii Aquili Severy